# Sipa Press
Pour les articles homonymes, voir Sipa et Sipa news.
 (septembre 2019).
Si vous disposez d'ouvrages ou d'articles de référence ou si vous connaissez des sites web de qualité traitant du thème abordé ici, merci de compléter l'article en donnant les références utiles à sa vérifiabilité et en les liant à la section « Notes et références ».
Sipa Press est une agence française de photojournalisme qui a été fondée en 1973 par le journaliste, éditeur de journal et photoreporter turc Gökşin Sipahioğlu. 

## Histoire
Gökşin Sipahioğlu a vendu son agence en 2001 à Sud Communication, le groupe de médias de l’industriel français Pierre Fabre. Il a quitté la présidence de Sipa en décembre 2003.
Le 21 mai 2007, Philippe Warrin, de Sipa, réalise la photographie officielle du président de la République française, Nicolas Sarkozy.
En 2011, Sipa Press est cédé à la nouvelle agence de presse allemande Deutscher Auslands-Depeschendienst (DAPD), Mais fin 2012, il y a eu dépôt de bilan de la société. De nouveaux dirigeants et actionnaires sont à la tête de cette entreprise depuis début 2013.
En 2013, le réseau de Sipa Press compte 12 000 photoreporters. 
Sipa distribue en 2014 environ 12 000 photos par jour dans plus de quarante pays. L'agence bénéficie de liens privilégiés avec l'agence de presse Associated Press.
Le siège de Sipa se situe à Paris dans le 16e arrondissement.

## Les photographes
Parmi les 80 photographes qui ont contribué à la réputation de l’agence, on trouve : Francis Apesteguy, Patrick Chauvel, Pierre Villard, Jean-Gabriel Barthélémy, Luc Delahaye, Michel Giniès, Thomas Haley, Dominique Leroy, Yan Morvan, Reza, Christine Spengler, Michel Setboun, Pierre Suu, Laurent Vu, Arnaud de Wildenberg, Jacques Witt, Mete Zihnioglu, Tony Comiti.